# ماتيو توساتو
ماتيو توساتو (بالإيطالية: Matteo Tosatto)‏ مواليد 14 مايو 1974 في إيطاليا، هو دراج إيطالي في صنف سباق الدراجات على الطريق.

## سجل النتائج

### سباقات أو مراحل فاز بها
- طواف فرنسا
- طواف إيطاليا

## روابط خارجية
- ماتيو توساتو على موقع الاتحاد الدولي للدراجات (الإنجليزية)
- ماتيو توساتو على موقع أرشيف الدراجات (الإنجليزية)
- ماتيو توساتو على موقع إحصائيات الدراجات الإحترافية (الإنجليزية)
- ماتيو توساتو على موقع نسبة الدراجات (الإنجليزية)
- ماتيو توساتو على موقع CycleBase (الإنجليزية)